# Резолюция Совета Безопасности ООН 955
Резолюция Совета Безопасности ООН 955 — документ, принятый Советом Безопасности Организации Объединенных Наций 8 ноября 1994, учредивший Международный трибунал по Руанде и принявший его устав.
Резолюция была принята 13 голосами «за». Китай от голосования воздержался, Руанда проголосовала против.

## Предыстория
1 июля 1994, когда истребление тутси еще продолжалось, резолюцией 935 СБ ООН учредил следственную комиссию для расследования преступлений, совершенных на территории этой страны.
18 июля 1994 года геноцид в Руанде окончательно прекратился, после капитуляции всех районов страны перед Руандийским Патриотическим Фронтом. После этого, новые власти обратились к ООН с просьбой учредить суд для преследования лиц, которые виновны в произошедшем.

## Голосование
Заседание открылось в 15:35. Председателем была назначена представитель ООН при США Мадлен Олбрайт.
Помимо постоянных членов СБ (России, Китая, США, Великобритании и Франции) на заседании присутствовали Аргентина, Бразилия, Чехия, Джибути, Новая Зеландия, Нигерия, Оман, Пакистан, Руанда и Испания.
В 17:15 голосование было закрыто. 13 из 15 членов проголосовали за учреждение МТР.

## Позиция Руанды
Несмотря на то, что руандийские власти сами обратились к ООН с просьбой учредить международный суд для уголовного преследования виновных в геноциде, Руанда на заседании по учреждению МТР проголосовала против. Свою позицию представитель страны (Бакурамутса) в организации объяснил тем, что правительство не согласно с многими пунктами устава и резолюции создания суда, а именно:
- Юрисдикция трибунала была охвачена между 1 января и 31 декабря 1994 года. Власти Руанды считали, что она должна быть установлена с началом гражданской войны в стране (с 1 октября 1990 года), аргументируя, что подобные военные преступления совершались и во время неё[2].
- Невозможность вынесения смертных приговоров подсудимым[2].
- Наличие общих сотрудников и судебных камер с Международным трибуналом по бывшей Югославии[2].
- Расположение резиденции трибунала не в Руанде[2].
- Отбытие наказания осужденными будет осуществляться не в Руанде[2].
- Малое количество судей[2].

Правительство страны, в целом не было удовлетворено проектом резолюции и устава, считая, что МТР в таковом виде не сможет содействовать восстановлению мира и не будет эффективен.
Тем не менее, было отмечено, что «Руанда желает учреждения Международного трибунала по Руанде».

## Пункты
Резолюция устанавливала юрисдикцию трибунала между 1 января и 31 декабря 1994 года и утверждала его устав.
Согласно ей, все государства должны в полной мере сотрудничать с трибуналом для достижения поставленных целей, также резолюция рекомендует заниматься его финансированием. 
Также в резолюции было прописана просьба генерального секретаря ООН (на тот момент: Бутроса Бутроса-Гали) исполнить резолюцию, вопрос о местоположении трибунала вынести на рассмотрение в будущем.

## Дальнейшие события
Для окончательного учреждения МТР понадобилось еще 2 резолюции.
22 февраля 1995 года была принята резолюция СБ ООН 977, которая определяла, что офис трибунала будет располагаться в Аруше (Объединенная Республика Танзания). Танзанийские власти подписали соглашение с ООН о размещении штаб квартиры суда в августе того же года.
27 февраля 1995 была принята заключительная резолюция 978, которая установила порядок будущих задержаний лиц, которые попадают под юрисдикцию.
9 января 1997 начался первый судебный процесс, обвиняемым стал мэр коммуны Таба Жан-Поль Акайесу.